# شماساس
شماساس در شاهنامه پهلوان تورانی و یکی از سرداران  سپاه افراسیاب بود. او به فرمان افراسیاب با یک  فرمانده دیگر به نام خزروان در عهد نوذر به نیمروز پایتخت زابل که در آن زمان زال حکمران آنجا بود، یورش آوردند.

## شماساس در شاهنامه
پشنگ فرماندهی سپاه توران را به افراسیاب سپرد و حمله به نوذر که در زمامداری تجربه‌ای نداشت و مردم ایران نیز در آغاز از او ناراضی بودند، آغاز گشت. افراسیاب پس از رسیدن به ارمان زمین، دو مرد بزرگ از بزرگان تورانی را گزین کرد که یکی از آن دو شماساس بود و دیگری خزروان (خزوران). لشکری از سواران شایسته نبرد را بدیشان سپرد و آنها را (احتمالا برای جلوگیری از کمک سام و زال به نوذر و گشودن یک جبهه جدید مقابل ایرانیان) به سوی زابل فرستاد. اما در همین هنگام خبر رسید که سام مرده است زال که فرزند و جانشین اوست مشغول ساختن دخمه و استودان برای آرامگاه پیکر سام است. افراسیاب ذوق زده از مرگ  سام پهلوان، شبانه پیکی به پایتخت نزد پشنگ فرستاد و یادآور شد هر کار به موقع نکوست.
| همانا شماساس در نیمروز     |  | نشستست با تاج گیتی فروز     |
| به هنگام هر کار جستن نکوست |  | زدن رای با مرد هشیار و دوست |
| چو کاهل شود مرد هنگام کار  |  | ازان پس نیابد چنان روزگار   |
| هیون تکاور بــر آورد پــر  |  | بشد نزد سالار خورشید فر     |

## شماساس در نیمروز
شماساس پس از بیرون آمدن از شهر ارمان با شتاب به سوی سیستان می رود. زال که اکنون به جای سام نریمان، حاکم سیستان است درگیر سوگ و مراسم درگذشت سام است. مهراب کابلی حاکم کابل که پدر رودابه همسر زال نیز هست،  از آمدن لشکر شماساس و خزروان خبردار می شود و از آن جا که توانایی ایستادگی در برابر آن ها را ندارد چاره ای می اندیشد و ابتدا به سوی شماساس فرستاده ای گسیل می کند و تحت فرمان پادشاهی ایران بودن را از روی ناچاری و از بیم جان بیان می کند و از شماساس (و خزروان) مهلت می خواهد تا فرستاده ای را به نزد افراسیاب بفرستد و پیام دوستی و و سرسپردگی اش را همراه با وعده گنج و مال فراوان به افراسیاب ابلاغ کند. 
| که بیدار دل شاه توران سپاه  |  | بماناد تا جاودان با کلاه     |
| ز ضحاک تازیست ما را نژاد    |  | بدین پادشاهی نیم سخت شاد     |
| گر ایدونک گوید به نزد من آی |  | جز از پیش تخت‌اش نباشم به پای |
| همه پادشاهی سپارم بدوی      |  | همیشه دلی شاد دارم بدوی      |

پس از  چندی شماساس به دست قارن که پیشتر در محاصره دهستان (آمل) سپهسالار نوذر بود، کشته شد.